# Baiacu-gigante
O Baiacu-mbu, Baiacu-gigante, ou Baiacu-gigante-dulcícola (Tetraodon mbu), é um animal originário da costa leste Lago Tanganyika e no Rio Malagarasi. De acordo com a IUCN, a espécie encontra-se em estado pouco preocupante.
A espécie é comumente referida como baiacu gigante por causa do tamanho enorme,sendo capaz de chegar até 67 cm (26 polegadas). Por isso esse peixe precisa de um aquário bem grande e boa filtração de água.